# فابيو سيلفا
فابيو سيلفا هو فنان قتال مختلط برازيلي، ولد في 31 مارس 1982 في البرازيل.

## وصلات خارجية
- فابيو سيلفا على موقع شيردوغ (الإنجليزية)